# Rebaque HR100
O  HR100  é o modelo da Rebaque da temporada de 1979 da F1. Foi guiado por Hector Rebaque.